# Trophée des champions (Sénégal)
Pour les articles homonymes, voir Trophée des champions.
Le Trophée des champions est une compétition de football sénégalais qui rassemble le vainqueur de la Coupe de la Ligue sénégalaise de football contre le champion du Sénégal.

## Histoire
le Trophée des champions sénégalais commence en 2013, le premier match a eu lieu entre le Casa Sports et le club de Diambars FC.
Il sera sponsorisé par la société Sonatel et débute en novembre avant le commencement du championnat.
Le trophée des champions reprend après 5 ans d’absence en majorité à cause de la Pandémie du Covid-19 et de l’absence de vainqueur de certaines éditions de coupe de la ligue.

## Finales
| Année | Vainqueur           | Résultat  | Finaliste       |
| ----- | ------------------- | --------- | --------------- |
| 2013  | Casa Sport          | 2-0       | Diambars FC     |
| 2014  | AS Pikine           | 1-0       | Guédiawaye FC   |
| 2015  | AS Dakar Sacré-Cœur | 2-1       | AS Douanes      |
| 2016  | US Gorée            | 2-2 (4-3) | Diambars FC     |
| 2017  | Génération Foot     | 4-2       | Stade de Mbour  |
| 2018  | Annulée             |           |                 |
| 2019  |                     |           |                 |
| 2020  | Annulée             |           |                 |
| 2021  | Annulée             |           |                 |
| 2022  | Annulée             |           |                 |
| 2023  | Teungueth FC        | 2-1       | Génération Foot |
| 2024  | Annulée             |           |                 |
| 2025  | ASC Jaraaf          |           | Wally Daan FC   |

## Palmarès
| Rang | Clubs               | Titres (éditions) | Finales perdues (éditions) |
| ---- | ------------------- | ----------------- | -------------------------- |
| 1    | Génération Foot     | 1 (2017)          | 1 (2023)                   |
| 2    | Casa Sport          | 1 (2013)          |                            |
| 2    | AS Pikine           | 1 (2014)          |                            |
| 2    | AS Dakar Sacré-Cœur | 1 (2015)          |                            |
| 2    | US Gorée            | 1 (2016)          |                            |
| 2    | Teungueth FC        | 1 (2023)          |                            |
| 3    | Diambars FC         |                   | 2 (2013,2016)              |
| 4    | Guédiawaye FC       |                   | 1 (2014)                   |
| 4    | AS Douanes          |                   | 1 (2015)                   |
| 4    | Stade de Mbour      |                   | 1 (2017)                   |
| 4    | Génération Foot     |                   | 1 (2019)                   |